# Málinec
Málinec é um município da Eslováquia, situado no distrito de Poltár, na região de Banská Bystrica. Tem 50 km² de área e sua população em 2018 foi estimada em 1.494 habitantes.

## Demografia
| Ano:        | 1994 | 2004   | 2014   | 2024   |
| ----------- | ---- | ------ | ------ | ------ |
| Broj ljudi: | 1502 | 1458   | 1504   | 1393   |
| Razlika:    |      | -2,92% | +3,15% | -7,38% |

| Ano:               | 2023 | 2024   |
| ------------------ | ---- | ------ |
| Número de pessoas: | 1381 | 1393   |
| Diferença:         |      | +0,86% |